# 교향곡 6번 (시벨리우스)
교향곡 6번 D단조 Op.104는 장 시벨리우스가 1923년에 완성한 교향곡이다. 그것의 대부분은 사실 도리안 모드 에 있다. 일반적인 공연은 약 25분 동안 지속된다. 작곡가는 전후 음악의 모더니스트 제스처에 대한 언급인 많은 동시대의 "칵테일"에 반대하여 이 작품을 "찬 샘물"이라고 불렀다. 이 교향곡은 1923년 2월 19일 작곡가가 지휘한 헬싱키 필하모닉 오케스트라에 의해 초연되었으며 다음 달에 그의 지휘 하에 다른 공연이 있었다.
시벨리우스의 마지막 세 교향곡은 전통적인 발전을 포기하고 구조화된 감정적 충동의 문제이다. 1912년 일기장에서 "나는 음악적 사고와 그 발전이 내 영혼의 형식을 결정하도록 하고 싶다"고 했다.

교향곡에는 네 악장이 있다.
1. Allegro molto moderato (in Dorian mode on D)
2. Allegretto moderato (in Dorian mode on G)
3. Poco vivace (in Dorian mode on D)
4. Allegro molto (in Dorian mode on D—ends in Aeolian mode on D)

## 참고 문헌
- Abraham, Gerald. 1947. "The Symphonies". In The Music of Sibelius, edited by Gerald Abraham. New York: W. W. Norton. British edition, as Sibelius: A Symposium. London: L. Drummond, 1948.
- Barnett, Andrew, Sibelius, Yale University 2007, pp.299–303
- Hepokoski, James, “Rotations, sketches and the Sixth Symphony”, Sibelius Studies, Cambridge University 2001, pp.322–51
- Pike, Lionel. 1974. "Sibelius's Debt to Renaissance Polyphony". Music & Letters 55, no. 3 (July): 317–26.
- Pike, Lionel. 2001. "Tonality and Modality in Sibelius's Sixth Symphony". Tempo new series, no. 216 (April): 6–16.
- "Sixth symphony op. 104 (1923)", Article at official Sibelius website 보관됨 2015-09-24 - 웨이백 머신

## 참조
1. ↑  (Pike 1974)
2. ↑  Barnett 2007, pp.299–303
3. ↑  Hepokoski 2001, p.322